# Zpovědní zrcadlo
Zpovědní zrcadlo nebo také zrcadlo svědomí je pomůcka pro přípravu ke svátosti smíření. Tvoří ho především soubor otázek uspořádaných nejčastěji podle jednotlivých Božích přikázání, s jejichž pomocí má penitent dosáhnout poznání o svých hříších. Zpovědní zrcadla bývají často vytvářena speciálně pro určité skupiny lidí, například pro děti, dospívající, muže, ženy, manžele nebo motoristy.
| „                                                                        | Neukradl jsem něco? – Vrátil jsem nebo nahradil majetek nepoctivě získaný? – Nepožadoval jsem přemrštěnou cenu za svou práci, za nedostatkové zboží? – Vrátil jsem vypůjčené peníze, věci? – Nepoškodil jsem cizí věci? – Zacházel jsem se svěřenými věcmi šetrně a hospodárně? – Plním závazky vůči druhým? – Nebyl jsem lakomý? – Nebyl jsem marnotratný, rozhazovačný? – Pracuji v zaměstnání poctivě? – Nezáviděl jsem? | “ |
| — zrcadlo svědomí I. v jednotném kancionále, otázky k 7. a 10. přikázání | |   |